# Aurela Nerlo
Aurela Nerlo, née le 11 février 1998 à Glogów, est une coureuse cycliste polonaise.

## Biographie
En 2019, elle est championne de Pologne du contre-la-montre espoirs (moins de 23 ans) et se classe deuxième du Tour de Feminin.
En début de saison 2020, elle signe avec l'équipe World Tour CCC-Liv, mais reste qu'une seule saison dans cette formation. Avec la sélection polonaise, elle se classe sixième du Tour de Toscane 2021. La même année, elle est deuxième du championnat de Pologne du contre-la-montre. 
Elle est ensuite membre de l'équipe Massi-Tactic en 2022 et 2023, avec qui, elle est notamment quatrième du Tour de Toscane 2022 et cinquième de la Clásica de Almería 2023. En 2024, elle rejoint l'équipe française Winspace.
Lors du Circuit Het Nieuwsblad féminin 2025, elle s'échappe dès le premier kilomètre en compagnie d'Elena Pirrone, Lotte Claes et Mieke Docx. Le groupe compte jusqu'à 13 minutes d'avance, et aucune équipe ne semble prendre en main la poursuite au sein du peloton. Elle s'isole avec Lotte Claes dans le mur de Grammont. Au sommet, alors qu'il reste une quinzaine de kilomètre, le duo possède près de 5 minutes d'avance sur Demi Vollering et Puck Pieterse qui viennent de s'extirper du peloton. Dans le dernier kilomètre elle tente une attaque, mais Lotte Claes revient, passe devant et remporte ainsi la première victoire de sa carrière,.
En août 2025, elle est suspendue provisoirement à la suite d'un contrôle positif au ligandrol.

## Palmarès sur route

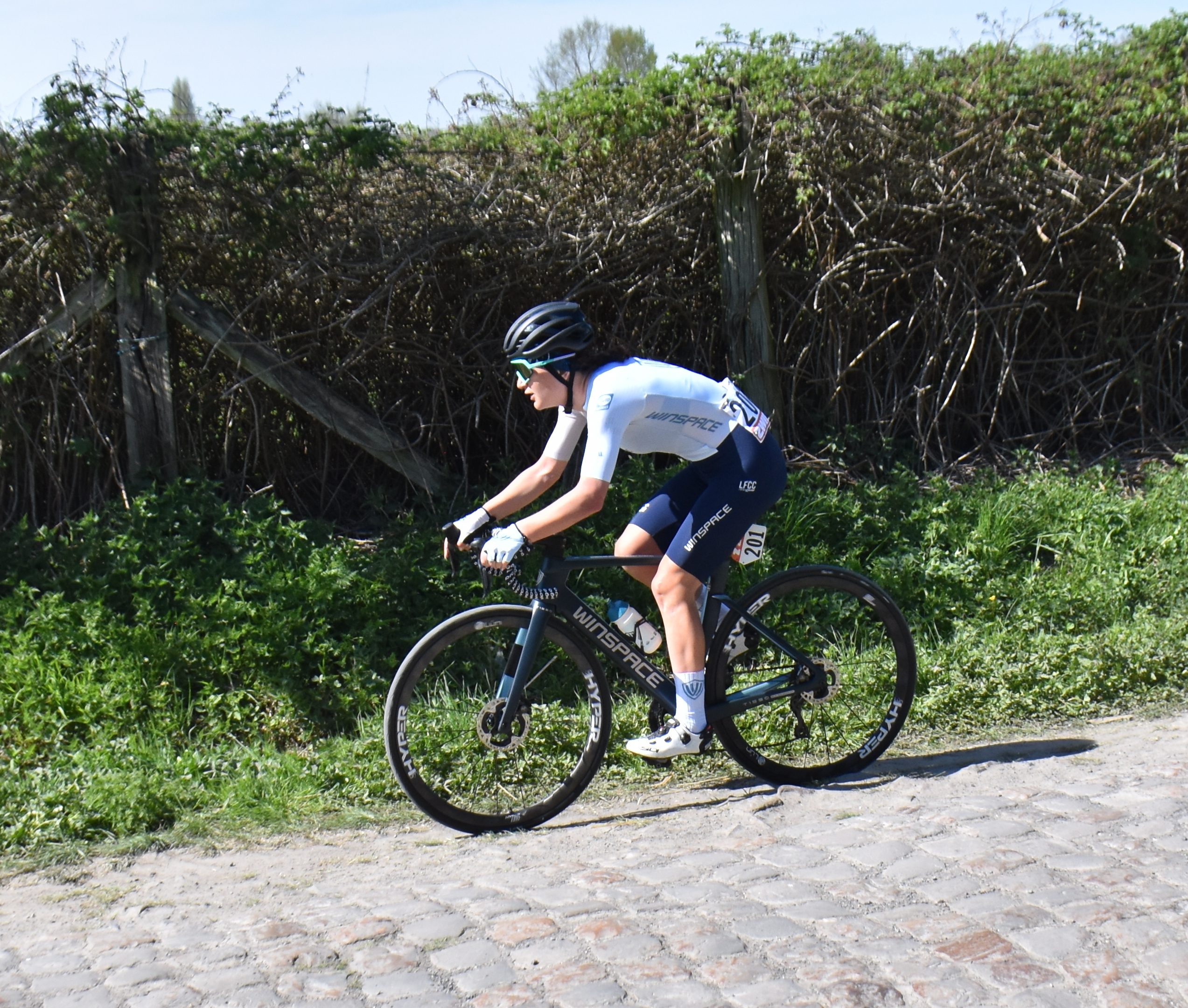
Aurela Nerlo # 201
Paris-Roubaix 2025.

### Par années
- 2016
  - 2e du championnat de Pologne du contre-la-montre juniors
  - 8e du championnat d'Europe sur route juniors
- 2019
  -  Championne de Pologne du contre-la-montre espoirs
  - 2e du Tour de Feminin
  - 3e du championnat de Pologne du contre-la-montre
  - 4e du championnat d'Europe du contre-la-montre espoirs
- 2020
  - 3e du Princess Anna Vasa Tour
- 2021
  - 2e du championnat de Pologne du contre-la-montre
- 2025
  - 2e du Circuit Het Nieuwsblad

### Résultats sur les grands tours

#### Tour d'Espagne
3 participations
- 2023 : abandon (6e étape)
- 2024 : 111e

### Classements mondiaux
| Année                                 | 2017 | 2018 | 2019 | 2020 | 2021 | 2022 | 2023 | 2024 |
| ------------------------------------- | ---- | ---- | ---- | ---- | ---- | ---- | ---- | ---- |
| Classement UCI                        | 520e | nc   | 251e | nc   | 344e | 583e | nc   | 479e |
| UCI World Tour                        | nc   | nc   | nc   | nc   | nc   | nc   | nc   | 204e |
|                                       |      |      |      |      |      |      |      |      |
| Légende : nc = non classéSource : UCI |      |      |      |      |      |      |      |      |

## Palmarès sur piste

### Championnats nationaux
- 2018
  - 2e de la poursuite par équipes
- 2021
  - 3e de la poursuite par équipes